# Клевеланн, Осе
Осе Мария Клевеланн (норв. Åse Maria Kleveland; род. 18 марта 1949, Стокгольм) — шведско-норвежская певица (контральто), гитаристка, автор песен, телеведущая, политик и общественный деятель. Она была назначена министром культуры Норвегии в 1990 году и занимала эту должность до 1996 года, представляя Рабочую партию при администрации Гру Харлем Брундтланн. Она также была президентом Шведского института кино с 1999 по 2006 год.

## Биография
Осе Клевеланн родилась в столице Швеции городе Стокгольме в семье Эвы Ханссон, местного бухгалтера и Олафа Клевеланна, инженера-строителя из Норвегии, который бежал в Швецию в 1943 году из-за нацистской оккупации во время Второй мировой войны и нашёл там убежище у родственников. 
В 1957 году Клевеланн и ее семья переехали в Румерике, к северо-востоку от Осло, где ее отец устроился на работу в Институт атомной энергии.
В интервью 1977 года она описывает, как ее родители поровну делили домашние дела и что она и ее муж Свенолов Эрен, шведский художник, делали то же самое. В настоящее время она замужем за кинорежиссером и оператором Оддваром Буллом Тухусом.

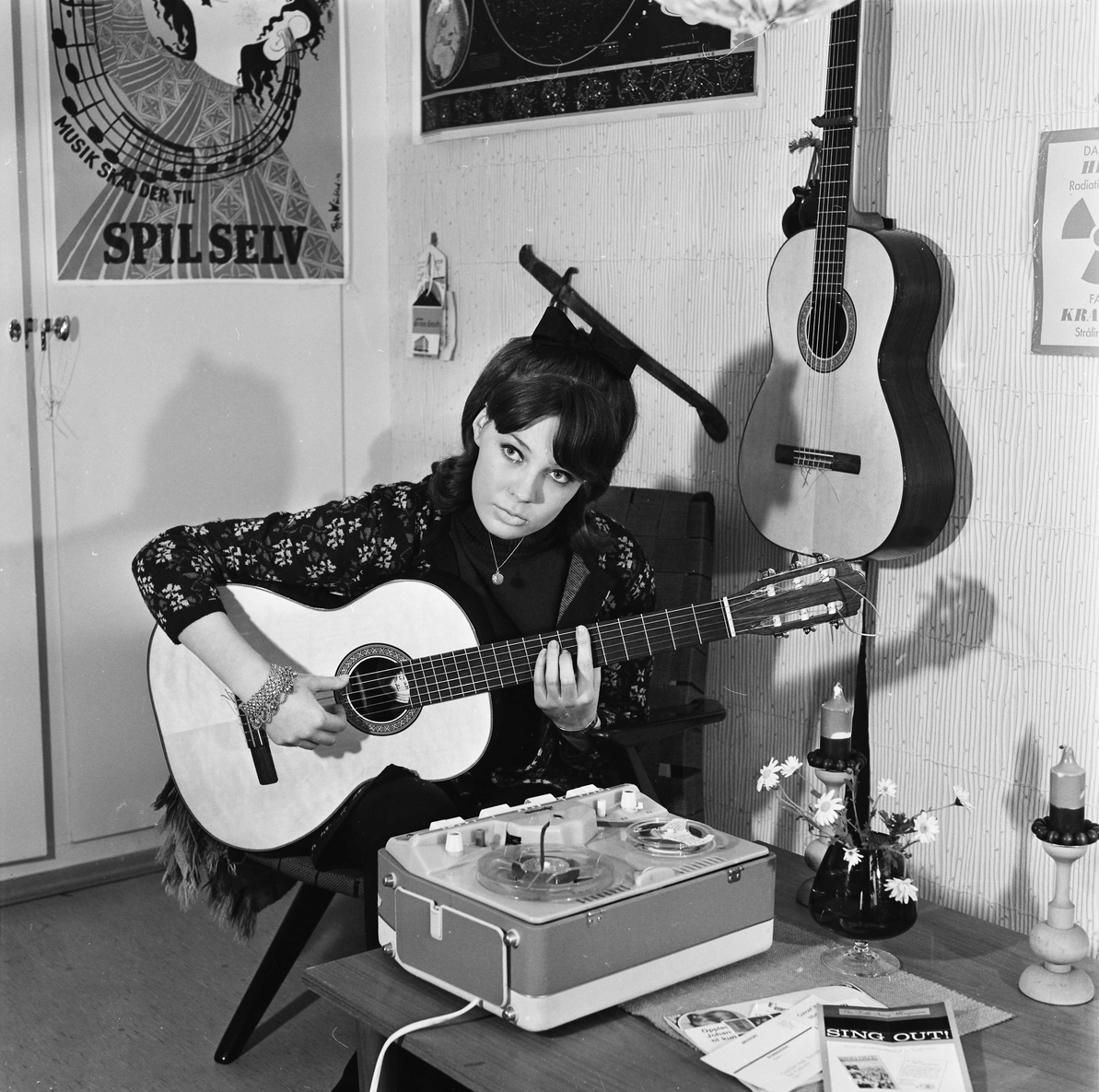
Осе Клевеланд (1966)

Осе Клевеланн изучала право в Университете Осло; она свободно говорит на норвежском, шведском, датском, английском, французском и японском языках.
Как певица она известна своим очень темным, проникновенным голосом. Она также играет на гитаре и сочиняет песни в традициях скандинавии. Некоторое время она была частью группы «Ballade».
В 1966 году она представляла Норвегию на конкурсе песни «Евровидение» с песней «Intet er nytt under solen» («Нет ничего нового под солнцем»), заняв третье место. Она нарушила традицию, ожидаемую от исполнительниц в то время, поскольку она была первой женщиной, которая не носила платье, выбрав вместо него брючный костюм.
В 1986 году она провела конкурс песни «Евровидение».